# Sneeuwbeer
De sneeuwbeer (Spilosoma urticae) is een nachtvlinder uit de familie van de spinneruilen (Erebidae), onderfamilie beervlinders (Arctiinae). De voorvleugellengte is 18 tot 22 millimeter. De imago kan verward worden met witte exemplaren van de witte tijger, maar die heeft bredere vleugels, altijd op de achtervleugel in elk geval een zwarte vlek, en heeft zwarte bestuiving op de antennes. De sneeuwbeer is een soort die voorkomt in het grootste deel van het palearctisch gebied. De vlinder overwintert als pop in de strooisellaag.

## Waardplanten
Waardplanten van de sneeuwbeer zijn allerlei kruidige planten, onder andere waterzuring, watermunt, gele lis, grote wederik, jakobskruiskruid en heidekartelblad.

## Verspreiding in Nederland en België
In Nederland is de sneeuwbeer een niet zo gewone soort, vooral te vinden in het zuidwesten en Friesland, en daarbuiten slechts gezien in enkele vochtige gebieden. In België is het een zeldzame soort, die verspreid over het hele land voorkomt. De vliegtijd is van eind april tot juli in één generatie. Er is zelden nog een tweede partiële generatie in augustus tot oktober.

## Bron
- Paul Waring en Martin Townsend, Nachtvlinders, veldgids met alle in Nederland en België voorkomende soorten, Baarn, 2006.